# آرثر هوارد (لاعب كريكت جنوب إفريقي)
آرثر هوارد (14 نوفمبر 1936 - ) (بالإنجليزية: Arthur Howard)‏ هو لاعب كريكت جنوب أفريقي.

## وصلات خارجية
- آرثر هوارد على موقع إي آس بي آن كريك إنفو (الإنجليزية)